# Јекатеринославска губернија
Јекатеринославска губернија је некадашња губернија за време Руске Империје чији административни центар је био град Јекатеринослав, данашњи Дњепропетровск. Губернија је названа по руској царици Катарини Велики, чији инцијал (слово Е - Екатерина) се налази у грбу са царском круном и лишћем дуба. 

### Губернатори
- 1797—1800 — Селецкиј, Иван Иванович
- 1800—1801 — Николев, Иван Петрович
- 1801—1802 — Миклашевскиј, Михаил Павлович
- 1802—1804 — Беклешов, Сергеј Андреевич
- 1804—1809 — Берг, Петр Иванович
- 1809—1817 — Гладкиј, Кирилл Степанович
- 1817—1820 — Калагеорги, Иван Христофорович
- 1820—1823 — Шемиот, Виктор Леонтијевич
- 1823—1824 — Цалабан, Трофим Матвеевич
- 1824—1828 — Свечин, Алексеј Иванович
- 1828—1831 — Донец-Захаржевскиј, Дмитриј Андреевич
- 1831—1832 — Франк, Отто Романович
- 1832—1836 — Лонгинов, Никанор Михајлович
- 1837—1847 — Пеутлинг, Андреј Александрович
- 1847—1857 — Фабр, Андреј Яковлевич
- 1857—1866 — Сиверс, Александр Карлович
- 1866—1871 — Извољскиј, Пјотр Александрович
- 1871—1882 — Дурново, Иван Николаевич
- 1884—1890 — Батјошков, Дмитриј Михајлович
- 1890—1893 — Шлиппе, Владимир Карлович
- 1897—1900 — Свјатополк-Мирскиј, Пјотр Дмитриевич
- 1900—1904 — Келлер, Фјодор Эдуардович
- 1904—1905 — Нејдгарт, Алексеј Борисович
- 1906—1909 — Клингенберг, Александр Михајлович
- 1910—1917 — Јакунин, Владислав Васильевич